# Legenda o miłości
Legenda o miłości (Liegienda o liubwi) – balet w 3 aktach, 8 obrazach.
- Libretto: Nâzım Hikmet
- muzyka: Arif Melikow
- choreografia: Jurij Grigorowicz
- scenografia: Simon Wirsaladze

Prapremiera: Leningrad: 23 marca 1961, Teatr im. Kirowa.

Premiera polska: Bydgoszcz 31 października 1967, Teatr Polska. Zespół Opery i Operetki.
Osoby:
- Królowa Mechmene Banu
- księżniczka Szirin – młodsza córka królowej Mechmene Banu
- Ferhad – ubogi rzemieślnik-artysta
- Wezyr
- Nieznajomy
- przyjaciele Ferhada, przyjaciółki Szirin, nadworne tancerki i błazny, dworzanie, wojownicy, rzemieślnicy.